# Das Buch des Lasters
Das Buch des Lasters ist ein deutsches Stummfilm-Melodram aus dem Jahre 1917 von Otto Rippert mit Eva Speyer und Theodor Loos in den Hauptrollen.

## Handlung
Der junge Wissenschaftler Baron Horst von Franken arbeitet gerade an einem wissenschaftlich fundierten Buch mit dem Titel Die Psychologie des Lasters. Im Rahmen der Feldforschung begeht Franken Spelunken, wo er eben jene Laster zu finden hofft. Dort lernt er die junge Adelige Gerda von Westolf kennen, die sich schon lange für ihn privat und seine Arbeit interessiert. Sie weiß nicht, dass Frankens Herz bereits an die junge Musikschülerin Hilde Norten vergeben ist, ein Ausnahmetalent in Sachen Klavierspiel. In dem gnomenhaft-hässlichen Bildhauer Franz Histrich hat er jedoch Konkurrenz im Kampf um Hildes Gunst. Und Histrich ist in der Wahl seiner Mittel, Franken in seinen Bann zu bekommen, nicht zimperlich. Dem Bildhauer gelingt es in seiner Dämonie, Franken seinen Willen zu oktroyieren, sodass der Baron eines Tages im Boudoir von Frau von Westolf landet, wo selbige ihn nach allen Mitteln der Kunst zu verführen versucht. Doch Frankens Wille ist stärker, und er kann sich von Gerda losreißen.
Eines Tages verschafft sich Histrich Zugang zu Frankens Studienzimmer und beginnt eine Büste des Wissenschaftlers zu modellieren. Als der Baron den Skulpteur entdeckt, wirft er diesen sofort wieder hinaus. Am nächsten Tag findet Horst von Franken die weiße Büste, das Abbild seiner selbst, in seinem Arbeitszimmer vor. Diese Büste übt fortan eine unheilvolle Macht auf den Forscher aus. Als Horst Hilde davon erzählt, versucht diese, ihn zu beruhigen. Derweil hat Gerda den alten Baron Franken aufgesucht, auf dass dieser Einfluss in ihrem Sinne auf den jungen Horst ausüben möge, damit dieser sie, also Gerda, heiraten möge. Doch Franken junior berichtet seinem Vater davon, dass er Hilde und nicht Gerda liebt. Der Alte bevorzugt jedoch die aus dem entsprechenden gesellschaftlichen Stand stammende Gerda und verstößt seinen Sohn, weil dieser partout nicht von seiner Hilde lassen will.
Es kommt schließlich zur Hochzeit zwischen Horst und Hilde, doch damit hören Histrichs finstere Machenschaften gegen von Franken nicht auf. Histrichs Einfluss ist mittlerweile derart groß geworden, dass er von Franken erneut in eine finstere Spelunke locken kann, wo er wieder auf Gerda stößt. Der von Histrich quasi ferngesteuerte Horst bedrängt und küsst sie, dann zückt er einen Revolver, um sie zu erschießen. Entsetzt flieht Gerda ins Freie. Eines Tages ist der alte Baron dahingeschieden, und Horst wird neuer Schlossherr. Die Einflüsse Histrichs haben ihn sehr krank gemacht, und eines Nachts torkelt er im Fieberwahn in sein Studierzimmer. In einem alten Buch liest Horst etwas über das lasterhafte Leben der Königin Fredigundis, der Gemahlin von König Chilperich I. In seiner Imagination wird Horst zu Chilperich, während Fredigundis die Züge Gerdas trägt. Als ihn der Wahn durchdrehen lässt, wirft Chilperich/Horst ein brennendes Scheit Holz aus dem Kamin vor die Büste seiner selbst. Bald steht der ganze Raum in Flammen. Hilde ist erwacht, stürzt in das rauchgeschwängerte Studierzimmer und schleppt ihren bewusstlosen Gatten durch einen geheimen Gang in eine Kapelle. Als Horst von Franken wieder erwacht, hat sich der böse Zauber Histrichs von ihm gelöst.

## Produktionsnotizen
Das Buch des Lasters entstand im Frühjahr 1917 im Eiko-Film-Atelier in Berlin-Marienfelde, wurde im Juni desselben Jahres der Presse vorgeführt und im August 1917 im Berliner Mozartsaal uraufgeführt. Die Länge des Vierakters betrug 1498 Meter.

## Kritik
In Wiens Neue Kino-Rundschau heißt es: „Besonders schöne Bilder bringt der letzte Akt mit der Verkörperung der Fieberträume des dem Wahnsinn verfallenen Gatten. Eva Speier [sic] ist als komplizierte Frau mit nervösen, differenzierten Gebärden ausgezeichnet. Theodor Loos als Gelehrter bietet wieder eine interessante Charakterstudie. Photographie und Inszenierung sind vortrefflich.“